# حمام حاجی محمد
حمام حاجی محمد مربوط به دوره صفوی است و در آران و بیدگل، محله درب ریگ، خیابان ۲۲ بهمن واقع شده و این اثر در تاریخ ۱۹ مرداد ۱۳۸۴ با شمارهٔ ثبت ۱۲۹۶۷ به‌عنوان یکی از آثار ملی ایران به ثبت رسیده است.